# Doryctes solox
Doryctes solox är en stekelart som beskrevs av Günther Enderlein 1912. Doryctes solox ingår i släktet Doryctes och familjen bracksteklar. Inga underarter finns listade i Catalogue of Life.